# Delfimeus punctatus
Delfimeus punctatus är en insektsart som först beskrevs av Navás 1914.  Delfimeus punctatus ingår i släktet Delfimeus och familjen myrlejonsländor. Inga underarter finns listade i Catalogue of Life.